# Aeroporto de Khrabrovo
O Aeroporto de Khrabrovo (em russo: Аэропорт Храброво) (IATA: KGD, ICAO: UMKK) é um aeroporto internacional localizado na cidade de Khrabrovo, que serve principalmente a cidade de Kaliningrado, na Rússia.

## Estatísticas
Ver a consulta original do Wikidata.